# The Rose (песня)
| Оценки критиков | Оценки критиков |
| Источник        | Оценка          |
| --------------- | --------------- |
| Billboard       | без оценки      |
| Cashbox         | без оценки      |

«The Rose» — песня, написанная американской певицей Амандой Макбрум в 1977 году. В 1979 году песня стала очень популярной в США с выходом на экраны фильма «Роза», где она прозвучала в исполнении Бетт Мидлер.

## История создания
Аманда Макбрум не писала песню специально для фильма. По её словам, она написала песню в 1977 году и первоначально исполняла её сама в клубах и барах, а также однажды на шоу Джими Нэйборса. МакБрум хотела написать песню в стиле Боба Сигера.
В 1978 году Бетт Мидлер и Пол Ротшильд выбирают эту песню для включения в саундтрек к новому фильму.

## Коммерческий приём
После того, как песня прозвучала в финальных титрах «Розы», она стала крайне популярна среди зрителей. После релиза в качестве второго сингла из альбома-саундтрека к фильму она поднимается до первой строчки чарта Cashbox Top 100 и становится третьей в Billboard Hot 100. Песня в течение пяти недель удерживала лидерство в чарте Adult Contemporary. За первый год было продано более полумиллиона копий сингла, за что Американская ассоциация звукозаписывающих компаний присвоила ему золотую сертификацию.

## Награды и номинации
В 1981 году Бетт Мидлер стала обладательницей своего первого приза «Грэмми» за лучшее женское вокальное поп-исполнение этой песни, обойдя таких звёзд как Барбра Стрейзанд и Донна Саммер.
Поскольку песня не была написана для фильма изначально, то по правилам она не смогла быть нормирована на премию «Оскар». Тем не менее песня выиграла «Золотой глобус».
В 2004 году Американский институт киноискусства поместил песню на 83 строчку в списке 100 лучших песен из американских фильмов за 100 лет.

## Чарты
| Чарт (1980)                        | Пиковая позиция |
| ---------------------------------- | --------------- |
| Австралия (KMR)                    | 6               |
| Канада (RPM Top Singles)           | 2               |
| Канада (RPM Adult Contemporary)    | 1               |
| Новая Зеландия (NZ Music Chart)    | 24              |
| США (Billboard Hot 100)            | 3               |
| США (Billboard Adult Contemporary) | 1               |
| США Cash Box Top 100               | 1               |

| Хит-парад (1980)                           | Позиция |
| ------------------------------------------ | ------- |
| Австралия (KMR)                            | 31      |
| Канада (RPM Top Singles)                   | 9       |
| США (Billboard Adult Contemporary Singles) | 3       |
| США (Billboard Top Popular Singles)        | 10      |
| США Cash Box Top 100                       | 11      |

## Продажи и сертификации
| Регион | Сертификация | Продажи    |
| --- | ------------ | ---------- |
| Великобритания (BPI) | Серебряный   | 200 000    |
| США (RIAA) | Золотой      | 1 000 000^ |
| Япония (RIAJ) | Золотой      | 100 000*   |
| ^ Данные о тиражах приведены только на основе сертификации. · Данные о продажах + прослушиваниях приведены только на основе сертификации. |              |            |

## Кавер-версии
- В 1983 году американский кантри-певец Конвей Твитти записал кавер-версию песни, она смогла подняться на первые места кантри-чартов Канады и США[20].
- В 1991 году ирландская фолк-группа The Dubliners выпускают кавер-версию песни, которая смогла добраться до второй строчки ирландского чарта.
- В том же 1991 году японская певица Харуми Мияко записывает японскую версию песни под названием «愛は花、君はその種子» (Ai wa Hana, Kimi wa sono Tane; рус. Любовь — цветок, а ты — зерно), она была включена в саундтрек к аниме «Ещё вчера».
- Российский певец Валерий Леонтьев исполнял песню «Страна любви», которая при этом официально не издавалась.
- Британская певица Бонни Тайлер записала свою версию песни для альбома All in One Voice в 1998 году.
- В 2006 году бойз-бэнд Westlife записывают кавер на песню. Композиция становится хитом в Великобритании, попадая на первые строчки чартов Соединённого Королевства, Ирландии и Тайваня.